# 梁应辰
梁应辰（1928年8月—2016年12月18日），男，中国航运专家，中国工程院院士。对長江三峡水利工程做出极大贡献。

## 生平
1928年8月出生在河北保定农村，1952年毕业于清华大学土木工程系。1958年苏联留学归国担任交通部水运规划设计院任职。1994年当选中国工程院院士。
2016年12月18日在北京去世，享壽88岁。